# Mertsalovka
Mertsalovka (Russisch: Мерцаловка) is een dorp (derevnja) in de Russische oblast Koersk, district Medvenski, selsovjet Vysjnereoettsjanski.

## Geografie
Mertsalovka ligt op het Centraal-Russisch Plateau, in het stroomgebied van Ljoebatsj (de linker zijrivier van de Reоеt), 40 km ten zuidwesten van Koersk, 14 km ten zuidwesten van Medvenka, 8 km van het selsovjetcentrum – Verchni Reoetets.

### Klimaat
Het lokale klimaat is vochtig continentaal, met significante regenval gedurende het hele jaar (Dfb volgens de klimaatclassificatie van Köppen).

## Inwonersontwikkeling
| Jaar | Aantal inwoners |
| ---- | --------------- |
| 2002 | 51              |
| 2010 | 57              |

Opmerking: Volkstelling

## Economie en infrastructuur
Er zijn 25 huizen in de plaats.

### Verkeer
Mertsalovka ligt 16 km van de federale autoweg M-2 of Krim.
1. Andrejevka · 1. Gostomlja · 1. Kitajevka · 1. Lipovets · 1. Nikolskoje · 1. Panino · 1. Pereverzevka · 1. Plesy · 2. Andrejevka · 2. Gostomlja · 2. Kitajevka · 2. Lipovets · 2-e Nikolskoje · 2. Panino · 2. Pereverzevka · 2. Petropavlovskije Vyselki · 2. Plesy · 2. Rozjdestvenka · Aleksandrovka · Aleksandrovka · Amosovka · Andrejevka · Andrianovka · Barybin · Bely Kolodez · Berezovy · Blagodatnoje · Blizjni · Boedy · Bolsjaja Radina · Bolsjaja Vladimirovka · Denisovka · Domra · Dratsjovka · Gachovo · Glebovo · Goebanovka · Goljevka · Gorki · Iljitsjovski · Ivanovka · Ivanovka · Jegorov · Kartasjovka · Klenovoje · Koerasy · Koevsjinovka · Kofanovka · Kondratjevka · Kondratjevskije Vyselki · Konstantinovka · Korenevka · Kosilov · Krasnaja Nov · Krasnaja Poljana · Krasnoje · Krasnovka · Krasny Koet · Krasny Maj · Leninskaja Iskra · Leonovka · Lipnik · Ljoebatsj · Ljoebimovka · Ljoebitskoje · Loebjanka · Loetsjnja · Malaja Vladimirovka · Maslovka · Medvenka · Mertsalovka · Mokry · Monastyrski · Mozdok · Nikolajevka · Nizjni Doebovets · Nizjni Reoetets · Nizjnjaja Kamysjevka · Novaja Aksjonovka · Novoseledebny · Oresjnoje · Organizatsija · Osinovy · Osinovy · Paniki · Paninski · Pesotsjnoje · Petropavlovka · Petrovka · Poestoje · Pokrovski · Poljana · Polny · Ptina · Rajchoetor · Razbegajlovka · Reoettsjanski · Rjazantsevka · Romanovka · Rozjdestvenka · Rozjdestvenskoje · Rozjnovka · Sadovy · Sadovy · Samsonovo · Sjatovka · Sjirokoje · Sjoemovka · Solomykovskije Dvory · Spartak · Spasskije Vyselki · Spasskoje · Spokojevka · Sredni · Step · Step · Step · Step-Chmelevoje · Strelitsa · Svidnoje · Sviridov · Tanejevka · Tarasovo · Taroesovka · Troebatskoje · Tsjaplygin Log · Tsjermosjnoje · Tsjernitsjenskije Dvory · Tsoerikovo · Vanino · Vasiljevka · Verchni Doenajets · Verchni Reoetets · Verchnjaja Kamysjevka · Vorobzja · Vysjni Doebovets · Vysokoje · Vysokonskije Dvory · Zaikin · Zajegorjevski · Zamalenki · Zeljonaja Step · Znamenka · Znamenski · Zvjagintsevo · Zvjagintsevo · Zybovka